# Fundació Banc dels Aliments
La Fundació Banc dels Aliments és una xarxa d' ONG (organitzacions no governamentals) que tenen la finalitat de recuperar tots aquells aliments que no són susceptibles de comercialització, però que es poden consumir, per tal de distribuir-los entre les persones necessitades. El repartiment d'aliments es fa gratuïtament a través d'entitats benèfiques reconegudes, per tal de contribuir a la sostenibilitat.
El primer banc d'aliments fou creat a Phoenix (Arizona) el 1966, per iniciativa de John Van Engel. El 1984 es va crear el Banc d'Aliments de París, el primer a Europa, i el 1987 es creà Fundació Benèfica Banc dels Aliments de Barcelona, per Jordi Peix i Massip i Josep Miró i Ardèvol, el primer Banc a Espanya. Actualment hi ha 200 bancs d'aliments a 17 països d'Europa.
El 2012 la Fundació Banc dels Aliments de Barcelona va rebre la Creu de Sant Jordi i la Federació espanyola d'aquesta organització el Premi Príncep d'Astúries de la Concòrdia.